# Lijst van olympische medaillewinnaars rugby
Rugby is een van de sporten die op de Olympische Spelen worden beoefend.
Rugby stond vijfmaal op het programma. Op de edities van 1900, 1908, 1920 en 1924 werd de variant rugby union alleen door manen gespeeld. Na een afwezigheid van 92 jaar kam de sport in 2016 opnieuw op de olympische kalender. Op deze editie werd de variant rugby sevens zowel door mannen als vrouwen gespeeld. Deze pagina geeft de lijst van olympische medaillewinnaars in deze sport.

## Rugby sevens

### Mannen
| Editie | Goud | Zilver | Brons |
| ------ | --- | --- | --- |
| 2016   | FijiMasivesi Dakuwaqa Apisai Domolailai Osea Kolinisau Semi Kunatani Viliame Mata Leone Nakarawa Vatemo Ravouvou Savenaca Rawaca Kitione Taliga Josua Tuisova Jerry Tuwai Jasa Veremalua Samisoni Viriviri         | Groot-BrittanniëMark Bennett Dan Bibby Phil Burgess Sam Cross James Davies Ollie Lindsay-Hague Ruaridh McConnochie Tom Mitchell Dan Norton Mark Robertson James Rodwell Marcus Watson                                    | Zuid-AfrikaCecil Afrika Tim Agaba Kyle Brown Juan de Jongh Justin Geduld Francois Hougaard Werner Kok Cheslin Kolbe Dylan Sage Seabelo Senatla Kwagga Smith Philip Snyman Roscko Speckman                   |
| 2020   | Fiji Jerry Tuwai (2-0-0) Napolioni Bolaca Vilimoni Botitu Meli Derenalagi Sireli Maqala Iosefo Masi Waisea Nacuqu Kalione Nasoko Semi Radradra Aminiasi Tuimaba Asaeli Tuivuaka Josua Vakurunabili Jiuta Wainiqolo | Nieuw-Zeeland Kurt Baker Dylan Collier Scott Curry Sam Dickson Andrew Knewstubb Ngarohi McGarvey-Black Tim Mikkelson Sione Molia Etene Nanai-Seturo Tone Ng Shiu Amanaki Nicole William Warbrick Regan Ware Joe Webber   | Argentinië Santiago Álvarez Lautaro Bazán Lucio Cinti Felipe del Mestre Rodrigo Etchart Luciano González Rodrigo Isgro Santiago Mare Ignacio Mendy Marcos Moneta Matías Osadczuk Gastón Revol Germán Schulz |
| 2024   | Frankrijk Jean-Pascal Barraque Antoine Dupont Théo Forner Aaron Grandidier Nkanang Jefferson Lee Joseph Stephen Parez Varian Pasquet Rayan Rebbadj Paulin Riva Jordan Sepho Andy Timo Antoine Zeghdar              | Fiji Jerry Tuwai (2-1-0) Iosefo Masi (1-1-0) Waisea Nacuqu (1-1-0) Ponepati Loganimasi Jeremia Matana Sevuloni Mocenacagi Josaia Raisuqe Kaminieli Rasaku Selestino Ravutaumada Joseva Talacolo Terio Tamani Iowane Teba | Zuid-AfrikaSelvyn Davids Zain Davids Christie Grobbelaar Tristan Leyds Quewin Nortje Tiaan Pretorius Ryan Oosthuizen Rosko Specman Siviwe Soyizwapi Impi Visser Shaun Williams Shilton van Wyk              |

| Land | Goud | Zilver | Brons |
| ---- | ---- | ------ | ----- |
| FIJ  | 2    | 1      | 0     |
| FRA  | 1    | 0      | 0     |
| GBR  | 0    | 1      | 0     |
| NZL  | 0    | 1      | 0     |
| RSA  | 0    | 0      | 2     |
| ARG  | 0    | 0      | 1     |

### Vrouwen
| Editie | Goud | Zilver | Brons |
| ------ | --- | --- | --- |
| 2016   | AustraliëNicole Beck Charlotte Caslick Emilee Cherry Chloe Dalton Gemma Etheridge Ellia Green Shannon Parry Evania Pelite Alicia Quirk Emma Tonegato Amy Turner Sharni Williams                                                                                    | Nieuw-ZeelandShakira Baker Kelly Brazier Gayle Broughton Theresa Fitzpatrick Sarah Goss Huriana Manuel Kayla McAlister Tyla Nathan-Wong Terina Te Tamaki Ruby Tui Niall Williams Portia Woodman                           | CanadaBrittany Benn Hannah Darling Bianca Farella Jen Kish Ghislaine Landry Megan Lukan Kayla Moleschi Karen Paquin Kelly Russell Ashley Steacy Natasha Watcham-Roy Charity Williams                           |
| 2020   | Nieuw-ZeelandKelly Brazier (1-1-0) Gayle Broughton (1-1-0) Theresa Fitzpatrick (1-1-0) Sarah Hirini (1-1-0) Tyla Nathan-Wong (1-1-0) Ruby Tui (1-1-0) Portia Woodman (1-1-0) Michaela Blyde Stacey Fluhler Shiray Kaka Risi Pouri-Lane Alena Saili Tenika Willison | Frankrijk Coralie Bertrand Anne-Cecile Ciofani Caroline Drouin Camille Grassineau Lina Guerin Fanny Horta Shannon Izar Chloe Jacquet Carla Neisen Seraphine Okemba Chloe Pelle Jade Ulutule                               | Fiji Lavena Cavuru Raijieli Daveau Sesenieli Donu Laisana Likuceva Rusila Nagasau Ana Maria Naimasi Alowesi Nakoci Roela Radiniyavuni Viniana Riwai Ana Roqica Vasiti Solikoviti Lavenia Tinai Reapi Uluinasau |
| 2024   | Nieuw-Zeeland Sarah Hirini (2-1-0) Tyla King (2-1-0) Portia Woodman-Wickliffe (2-1-0) Michaela Blyde (2-0-0) Risi Pouri-Lane (2-0-0) Alena Saili (2-0-0) Stacey Waaka (2-0-0) Jazmin Felix-Hotham Jorja Miller Manaia Nuku Mahina Paul Theresa Setefano            | Canada Charity Williams (0-1-1) Olivia Apps Fancy Bermudez Alysha Corrigan Caroline Crossley Chloe Daniels Asia Hogan-Rochester Piper Logan Carissa Norsten Taylor Perry Krissy Scurfield Florence Symonds Keyara Wardley | Verenigde Staten Kayla Canett Lauren Doyle Alev Kelter Kristi Kirshe Sarah Levy Ilona Maher Alena Olsen Ariana Ramsey Steph Rovetti Alex Sedrick Sammy Sullivan Naya Tapper                                    |

| Land | Goud | Zilver | Brons |
| ---- | ---- | ------ | ----- |
| NZL  | 2    | 1      | 0     |
| AUS  | 1    | 0      | 0     |
| CAN  | 0    | 1      | 1     |
| FRA  | 0    | 1      | 0     |
| FIJ  | 0    | 0      | 1     |
| USA  | 0    | 0      | 1     |

## Rugby union
| Editie | Goud | Zilver | Zilver |
| ------ | --- | --- | --- |
| 1900   | Frankrijk (USFSA)Wladimir Aïtoff A. Albert Léon Binoche Jean Collas Jean-Guy Gauthier Auguste Giroux Charles Gondouin Constantin Henriquez Jean Hervé Victor Larchandet Hubert Lefèbvre Joseph Olivier Alexandre Pharamond Frantz Reichel André Rischmann André Roosevelt Émile Sarrade                                                  | Duitsland (SC 1880 Frankfurt)Albert Amrhein Hugo Betting Jacob Hermann Willy Hofmeister Hermann Kreuzer Arnold Landvoigt Hans Latsche Erich Ludwig Richard Ludwig Fritz Müller Eduard Poppe Heinrich Reitz August Schmierer Adolf Stockhausen Georg Wenderoth                                                                | Groot-Brittannië (Moseley RFC)F. C. Baylis J. Henry Birtles James Cantion Arthur Darby Clement Deykin L. Hood M. L. Logan H. A. Loveitt Herbert Nicol V. Smith M. W. Talbott J. G. Wallis Claude Whittindale Raymond Whittindale Francis Wilson                    |
| Editie | Goud | Zilver | |
| 1908   | AustralaziëJohn Barnett Bede Smith Phillip Carmichael Daniel Carroll Bob Craig Thomas Griffen John Hickey Malcom McArthur Arthur McCabe Patrick McCue Christopher McKivatt Charles McMurtrie Sydney Middleton Tom Richards Charles Russell                                                                                               | Groot-BrittanniëJames Davey L. F. Dean Edward Jackett Richard Jackett E. J. Jones J. T. Jose A. Lawrey Charlie Marshall Bertram Solomon Barney Solomon John Trevaskis Nicholas Tregurtha Thomas Wedge A. Wilcocks Arthur Wilson                                                                                              | |
| 1920   | Verenigde StatenDaniel Carroll (2-0-0) Charles Doe George Fish James Fitzpatrick Joseph Hunter Morris Kirksey Charles Mehan John Muldoon John O'Neil John Patrick Cornelius Righter Rudolph Scholz Colby Slater Dink Templeton Charles Lee Tilden Heaton Wrenn                                                                           | FrankrijkEdouard Bader François Borde Adolphe Bousquet Jean Bruneval Alphonse Castex André Chilo René Crabos Curtet Alfred Eluère Jacques Forestier Grenet Maurice Labeyrie Constant Lamaignière Robert Levasseur Pierre Petiteau Raoul Thiercelin                                                                           | |
| Editie | Goud | Zilver | Brons |
| 1924   | Verenigde StatenCharles Doe (2-0-0) John O'Neil (2-0-0) John Patrick (2-0-0) Rudolph Scholz (2-0-0) Colby Slater (2-0-0) Philip Clark Norman Cleaveland Dudley DeGroot Robert Devereux George Dixon Linn Farrish Edward Graff Richard Hyland Caesar Mannelli William Rogers Norman Slater Edward Turkington Alan Valentine Alan Williams | FrankrijkAdolphe Bousquet (0-2-0) René Araou Jean Bayard Louis Béguet André Béhotéguy Alexandre Bioussa Étienne Bonnes Aimé Cassayet-Armagnac Clément Dupont Albert Dupouy Jean Etcheberry Henri Galau Gilbert Gerentes Raoul Got Adolphe Jauréguy Félix Lasserre Marcel-Frédéric Lubin-Lebrère Étienne Piquiral Jean Vaysse | RoemeniëDumitru Armăşel Gheorghe Benţia Teodor Florian Ion Gârleşteanu Nicolae Mărăscu Teodor Marian Sorin Mihăilescu Paul Nedelcovici Iosif Nemeş Eugen Sfetescu Mircea Sfetescu Soare Sterian Anastasie Tănăsescu Mihai Vardală Paul Vidraşcu Dumitru Volvoreanu |

| Land | Goud | Zilver | Brons |
| ---- | ---- | ------ | ----- |
| USA  | 2    | 0      | 0     |
| FRA  | 1    | 2      | 0     |
| ANZ  | 1    | 0      | 0     |
| GBR  | 0    | 2      | 0     |
| GER  | 0    | 1      | 0     |
| ROU  | 0    | 0      | 1     |

Parijs 1900 · 
Londen 1908 · 
Antwerpen 1920 · 
Parijs 1924 · 
Rio de Janeiro 2016 · 
Tokio 2020 · 
Parijs 2024 · 
Los Angeles 2028 
olympische medaillewinnaars